# Jean Marras
Pour les articles homonymes, voir Marras.
Cet article possède un paronyme, voir Jean Marais.
Jean Baptiste César Marras (né à Sète le 24 février 1837, mort à Paris 7e le 14 août 1901) est un écrivain français du XIXe siècle. Il fut un ami de plusieurs écrivains parnassiens et symbolistes : Leconte de Lisle, Léon Dierx, Catulle Mendès, Villiers de L'Isle-Adam et Stéphane Mallarmé. Sa production littéraire fut très réduite.

## Œuvres
- Histoire du Moyen Âge, écrit en collaboration avec Leconte de Lisle et Pierre Gosset[3], Lemerre, 1876.
- La Famille d'Armelles, pièce de théâtre[4], Bailly, (1891 ?). Texte (partiel) sur books.google
- Un grand roman, publié par le Petit Parisien.